# Allison Schmitt
Allison Schmitt (n. 7 iunie 1990, Pittsburgh, Pennsylvania, SUA) este o înotătoare americană, medaliată olimpică. A participat la 4 ediții ale Jocurilor Olimpice (2008, 2012, 2016, 2020) în care a câștigat 4 medalii de aur, două medalii de argint și 3 medalii de bronz.